# EWE Gasspeicher
Die EWE Gasspeicher GmbH ist aus der EWE Energie AG hervorgegangen, die den Geschäftsbereich Gasspeicherung in die EWE Gasspeicher GmbH überführt hat. Sie ist eine hundertprozentige Tochter der EWE AG, die als Energiedienstleister im Bereich der Erdgasspeicher tätig ist. Der Hauptsitz befindet sich in Oldenburg.
Das Unternehmen verfügt über eine Speicherkapazität von ca. 2,1 Mrd. Kubikmetern Arbeitsgas. Die Speicherkapazität verteilt sich auf Erdgaskavernenspeicher im Oldenburger sowie im Berliner Umland.

## Speicherstandorte
Die von EWE Gasspeicher betriebenen Erdgasspeicheranlagen in Huntorf, Nüttermoor (beide bei Oldenburg) und Rüdersdorf bei Berlin sind an verschiedene Transportnetze angeschlossen und erreichen das deutsche Marktgebiet (Trading Hub Europe) und den niederländischen Markt (Title Transfer Facility).
- Die Speicheranlage in Nüttermoor besteht  aus 21 Kavernen. Der Großteil der Kapazität dient der Speicherung von L-Gas; etwa ein Fünftel der Kapazität ist für die Speicherung von H-Gas ausgelegt.
- In der Speicheranlage Huntorf befinden sich sieben Kavernen zur Speicherung von L-Gas.
- In Rüdersdorf ist seit Dezember 2007 ein H-Gas-Kavernenspeicher mit einer Kaverne in Betrieb gegangen. Eine zweite Kaverne mit einer Kapazität von ca. 100 Mio. m³ ist im Oktober 2012 in Betrieb gegangen.[2]
- In Jemgum errichtet EWE Gasspeicher eine neue Speicheranlage, die im gleichen Salzstock wie der Speicher Nüttermoor entsteht. Die offizielle Inbetriebnahme mit vier Kavernen und einer Kapazität von 320 Mio. m³ Arbeitsgas erfolgte im Mai 2013. Vier weitere Kavernen befinden sich im Bau.[3]

Im Zuge der L-/H-Gas-Marktraum-/Speicherumstellung werden in den kommenden Jahren (Stand 2022) die L-Gas-Kavernen sukzessive auf H-Gas umgestellt.

## Marktgebiete
- Trading Hub Europe, THE (Deutschland)
- TTF (Niederlande)

## Angeschlossene Netzbetreiber
- EWE NETZ
- Gas Transport Services B.V.
- Gasunie Deutschland
- Gascade
- Gastransport Nord (GTG)
- Thyssengas[4]